# داون أكتون
داون أكتون (بالإنجليزية: Dawn Acton)‏ هي ممثلة بريطانية، ولدت في 15 مارس 1977 في أشتون أندر لاين ‏ في المملكة المتحدة.

## وصلات خارجية
- داون أكتون على موقع IMDb (الإنجليزية)
- داون أكتون على موقع قاعدة بيانات الفيلم (الإنجليزية)